# Louis Bertrand
Den här sidan handlar om författaren som levde 1866-1947, för författaren som levde 1807-1841, se Aloysius Bertrand.
Louis Marie Emile Bertrand, född 20 mars 1866, död 6 december 1941, var en fransk romanförfattare, kulturfilosof och rasteoretiker. Han var kusin till Paul Dorveaux.
Bertrand var professor i Alger 1891–1900. I sina romaner lade han gärna in målande rasteoretiska beskrivningar från medelhavsländerna. Han kämpade för ett kulturellt förnyande av Nordafrika genom ett förstärkande av det "latinska" rasinslaget för att därigenom också få till stånd en föryngring av den åldrande franska kulturen. Bland hans arbeten märks Les sang des races (1899), La Cina (1901), Pépète, le bien-aimé (1904), samt L'invasion (1907). Liknande kulturfilosofiska syften hade hans kritiska arbeten varibland märks bland annat La fin du classicisme et le retour à l'antique (1897), Le mirage oriental (1909), samt Saint Augustin (1913).

## Svenska översättningar
- Invasionen (L'invasion) (översättning Harald Heyman, Åhlén & Åkerlund, 1922)
- Ludvig XIV:s kärleksäventyr (översättning Ove Torsslow, 1925)
- Möte med Hitler (Hitler) (översättning Holger Möllman-Palmgren, Svea rike, 1937)